# Župnija Hotiza
Župnija Hotiza je rimskokatoliška teritorialna župnija dekanije Lendava škofije Murska Sobota.
Župnijska cerkev je cerkev sv. Petra in Pavla.
Iz cerkvene kronike je razvidno, da je župnija Hotiza dolgo spadala pod Lendavsko župnijo, katere začetek sega celo v 9. stoletje, v dobo Pribina in Koclja. Po prizadevanjih častnega kanonika, lendavskega dekana in vaščanov Hotize je leta 1924 Hotiza leta postala samostojna ekspozitura. Prvi ekspozit, ki je prišel v Hotizo je bil Jože Tivadar, rojen v Turnišču, ki je dal dograditi tedanjo cerkev. Leta 1926 je prišel kot kaplan v Hotizo g. Zadravec, ki se je lotil gradnje župnišča. Obnovljen je bil tudi glavni oltar, kjer so slike svetega Petra in Pavla. Leta 1934 je velika prelomnica za bogoslužje in vaščane Hotize. Prišel je novomašnik Jože Berden, žal je moral leta 1941 v pregnanstvo na Madžarsko. Med 2. svetovno vojno so se stvari spremenile zaradi okupacije Prekmurja. Po drugi svetovni vojni se je med svoje vrnil Jože Berden (†1975). V cerkvenih obredih je nadaljeval s knjižno slovenščino. Do leta 1985 sta še opravljala bogoslužje Ivana Kolenc in Štefan Zver. Viljem Kovač, rojen v Gradu na Goričkem je leta 1985 prevzel župnijo. Obnovil je župnišče, cerkvi uredil elektroniko zvonov.
Do 7. aprila 2006, ko je bila ustanovljena škofija Murska Sobota, je bila župnija del Pomurskega naddekanata, ki je bila del škofije Maribor.